# Massarina eburnea
Massarina eburnea är en svampart som först beskrevs av Tul. & C. Tul., och fick sitt nu gällande namn av Pier Andrea Saccardo 1883. Massarina eburnea ingår i släktet Massarina och familjen Massarinaceae.  Arten är reproducerande i Sverige. Inga underarter finns listade i Catalogue of Life.